# Jermaine Hylton
Jermaine Samuel Hylton (Birmingham, 28 giugno 1993) è un calciatore inglese, attaccante.

## Palmarès

### Club

#### Competizioni regionali
- Midland Combination: 1

Continental Star: 2011-2012
- Worcestershire Senior Cup: 1

Redditch United: 2013-2014